# Disocactus aurantiacus
Disocactus aurantiacus, conocida comúnmente como nopalillo de Jinotega, es una especie de planta suculenta perteneciente al género Disocactus, dentro de la familia Cactaceae. Se distribuye desde Honduras hasta Nicaragua.   

## Descripción
Disocactus aurantiacus es una especie de cactus epífito de hábito colgante, que se desarrolla sobre árboles. Es arbustivo, se ramifica desde la base y puede alcanzar hasta los 3 m de longitud (o incluso más). Los tallos pueden tener de 2 a 5 costillas o ser aplanados con forma de hoja. Inicialmente son erectos, aunque con el tiempo se vuelven colgantes. Miden hasta 1 m de largo y tienen los márgenes dentados o lobulados.
Los brotes angulosos miden de 1 a 2 cm de diámetro y los aplanados de 1,5 a 3 cm de ancho. Sobre ellos se asientan areolas con hasta 6 espinas (que pueden faltar) de tipo peludo. Son de color crema, miden hasta 1,5 cm de longitud y pueden estar separadas entre sí de 4 a 7 cm de distancia.

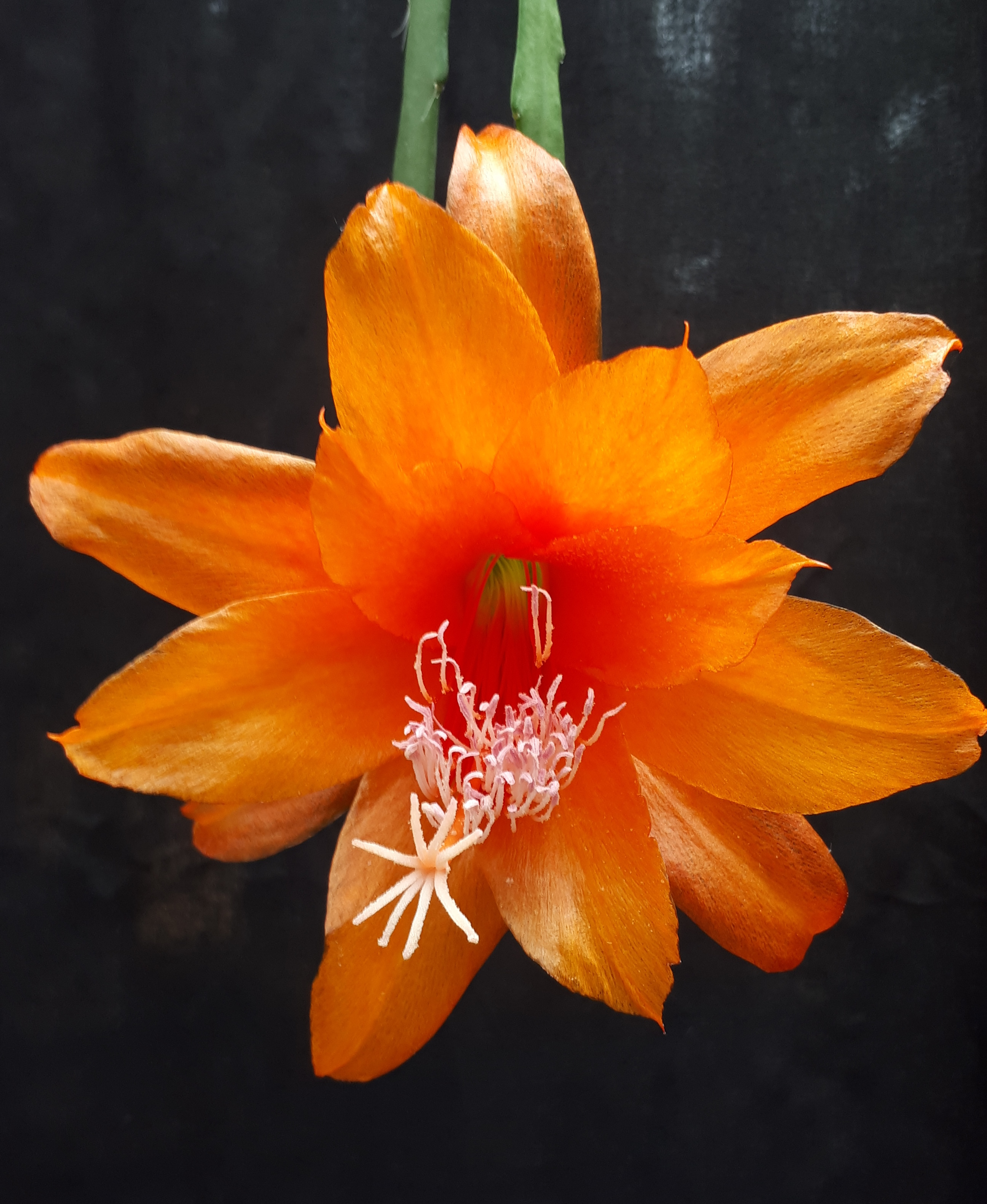
Detalle de la flor

Las flores son grandes, aparecen de forma individual en la mitad superior de los brotes y miden de 12,5 a 15,5 cm de largo, con hasta 10-11 cm de diámetro. Tienen forma de embudo, están curvadas hacia arriba y son de color amarillo claro a naranja medio, con un ligero tono magenta El estilo mide de 9 a 13 cm de largo y su época de floración generalmente es a finales de la primavera o principios del verano.
Los frutos son elipsoidales, de color verde amarillento con tono rosado y de 7 cm de largo.

## Distribución y hábitat
El área de distribución nativa de esta especie abarca desde Honduras hasta Nicaragua y habita principalmente en el bioma tropical estacionalmente seco, entre los 1500 y 1850 metros sobre el nivel del mar.
La planta crece sobre árboles como epífita y se encuentra en los bosques nubosos de la selva tropical. Sus raíces se incrustan en la corteza de los árboles huéspedes para anclarse y fijarse, por lo que su único acceso a la humedad y los nutrientes proviene de la lluvia y los excrementos que caen desde arriba. Además, siempre crecen bajo el dosel de los árboles y nunca están expuestas al sol directo.

## Taxonomía
La primera descripción de esta especie fue como Heliocereus aurantiacus, publicada en 1974 por el botánico estadounidense Myron William Kimnach en la revista científica Cactus and Succulent Journal 46: 67.
Más tarde, el botánico alemán Wilhelm Barthlott trasladó la especie al género Disocactus, por lo que pasó a llamarse Disocactus aurantiacus. Registró estos cambios en las revista científica Bradleya 9: 87, publicada en 1991.
Etimología
- Disocactus: nombre genérico formado a partir de las palabras griegas dis (que significa 'dos veces'), isos (que significa 'igual) y kaktos (que significa 'cardo' o 'planta espinosa'), en alusión a los tallos aplanados con forma de hoja (con dos lados idénticos) que presentan las especies de este género.[8]
- aurantiacus: epíteto específico que proviene de la palabra latina aurantĭăcus (que significa 'naranja'), en alusión al color naranja de las flores de la especie.[9]

## Usos
Disocactus aurantiacus se cultiva principalmente como planta ornamental debido a sus atractivos tallos colgantes y flores llamativas. Prefiere un sustrato bien drenado, similar al utilizado para cactus. Requiere riegos moderados, dejando que la tierra se seque completamente entre cada aplicación de agua, ya que el exceso de humedad puede dañarlo.
Necesita luz brillante e indirecta. Tolera algo de sol directo en las primeras o últimas horas del día, pero una exposición prolongada al sol intenso puede provocar quemaduras. Se desarrolla mejor en temperaturas cálidas, entre 15 °C y 27 °C. No soporta las heladas y conviene protegerlo del frío. La baja humedad ambiental resulta favorable para su crecimiento, lo que lo convierte en una opción adecuada para interiores.
La forma más común de propagación es por esquejes. Para ello, se corta un segmento sano del tallo y se deja secar durante unos días antes de plantarlo en un sustrato con buen drenaje.
Entre los problemas más frecuentes se encuentran las plagas de cochinillas y ácaros, por lo que revisar la planta con regularidad y asegurar una buena ventilación ayuda a prevenir su aparición. Además, el riego excesivo también puede favorecer infecciones por hongos.